# ADS 95 Ranger
ADS 95 RANGER – taktyczny, bezzałogowy aparat latający (UAV – Unmanned Aerial Vehicle) opracowany  przez izraelską firmę IAI Malat UAV Division będącą oddziałem firmy Israel Aerospace Industries oraz szwajcarską Oerlikon Contraves AG i RUAG Aerospace (Swiss Aircraft and System Enterprises).

## Geneza
Ranger powstał na zamówienie sił zbrojnych Szwajcarii na taktyczny, rozpoznawczy aparat bezzałogowy, dostosowany do operowania w trudnych warunkach terenowych i atmosferycznych tego kraju. Opracowania aparatu podjęła się mająca doświadczenie w tego typu konstrukcjach firma Israel Aerospace Industries przy współudziale szwajcarskich kooperantów. Przy projektowaniu Rangera wykorzystano doświadczenia zebrane przy opracowywaniu innego bezzałogowego aparatu IAI Scout. Oblot aparatu miał miejsce w 1988 roku. ADS 95 został przyjęty na uzbrojenie Szwajcarii w 1995 roku pod oznaczeniem ADS 90 (Aufklarungs Drohnen System).

## Konstrukcja
Ranger jest dolnopłatem z silnikiem umieszczonym w tyle kadłuba. Silnik napędza dwułopatowe śmigło pchające o stałym skoku. Aparat startuje z hydraulicznej katapulty. ADS 95 zaopatrzony jest w płozy wykorzystywane podczas lądowania na śniegu, trawie czy lodzie. W przypadku braku miejsca do lądowania z wykorzystaniem podwozia, aparat ląduje na spadochronie. Na swoim pokładzie Ranger  przenosi głowicę obserwacyjną firmy IAI Tamam z kamerą telewizyjną do obserwacji dziennej oraz kamerą termowizyjną do obserwacji nocnej. ADS 95 może również przenosić dalmierz laserowy. Aparat sterowany jest z naziemnego stanowiska kontroli lotu.

## Służba
Poza siłami zbrojnymi Szwajcarii Ranger używany jest również przez armię fińską, gdzie wykorzystywany jest do współpracy z jednostkami artylerii. Dzięki dopuszczeniu Rangera do użytkowania w cywilnej przestrzeni powietrznej wykorzystywany jest on również przez szwajcarską policję i służby graniczne. W Szwajcarskich Siłach Powietrznych zostaną zastąpione przez aparaty Elbit Hermes 900.